# 2012년 미국 하원의원 선거
2012년 미국 하원의원 선거는 미국 하원의원 전원을 선출하는 선거로 2012년 11월 6일에 실시되었다. 2012년 미국 대통령 선거, 2012년 미국 상원의원 선거와 동시에 실시되었다.